# Ettore Strinati
Ettore Strinati (Ancona, 26 luglio 1864 – Roma, 24 febbraio 1941) è stato un letterato e commediografo italiano. Autore di testi per il teatro.

## Biografia
Ettore Strinati, iniziò la sua carriera come conferenziere, distinguendosi per gli interventi a favore del femminismo.
Scrisse commedie e drammi per il teatro e fu poeta e novellista per diversi giornali e riviste italiane.
Nel 1894 partecipò al concorso letterario Hermann dove fu premiato per la novella La prova.
Le sue scritture furono rappresentate nei più importanti teatri italiani a titolo di esempio citiamo la novella Sposi al Teatro Valle di Roma nel 1908.
o L'ubbia, La pena e Apostoli. Si espresse a difesa del teatro italiano che in quel periodo attraversava una grave crisi.
Nel 1929 fece parte del gruppo degli autori inseriti nell'opera intitolata gli Scrittori del tormento curata da Mario Gastaldi come poeta e commediografo.

## Opere
- Sul Tebro, poemetto, Taranto, Tipografia del Commercio, 1886
- Granadiglie, liriche, Milano, Casa Editrice della Cronaca Rossa, 1889;
- Candidatura, scherzo poetico, Bologna-Firenze, Editrice La Battaglia Bizantina, 1890
- L’Enigma, scena, Bologna-Firenze, Editrice La Battaglia Bizantina, 1890
- Ars et Juventus, critica ed arte, Trani, Editore V. Vecchi, 1891;
- Verità e morale nell'arte, in Il Pensiero Italiano, Fasc. XXII (Ottobre 1892), Messina, Tipografia Cooperativa Insubria, 1892;
- L'Estetica e la Cremazione, saggio, in Psicologia Sociale Vol.1, Taranto, 1892;
- Racconti scelti illustrati, Milano, Sonzogno, 1892;
- Paul Bourgetìì, critica ed arte, Lecce, Editrice La Cronaca Letteraria, 1893;
- La Prova, in 35 novelle di Paolo Mantegazza, Ettore Strinati, Oddone de Tursen e diversi altri scrittori italiani, Milano, Stabilimento Wild & C., 1894;
- Due Poeti, critica ed arte, Messina, Libreria Editrice Ant. Trimarchi, 1895
- L'intima Voce, liriche, Ascoli Piceno, Luigi Cardi Editore, 1896;[12]
- Apostoli, commedia in 4 atti, Napoli, Edoardo Chiurazzi Editore, 1904;
- Sposi, commedia in un atto, Bologna, Polemica Editrice, 1904;
- Un salvataggio, teatro, Bologna, Polemica Editrice, 1904;
- L'eroica menzogna, un atto, Bologna, Polemica Editrice, 1904;
- Incubo, teatro, Bologna, Polemica Editrice, 1904;
- L'ultimo omaggio, teatro, Bologna, Polemica Editrice, 1904;
- Candidatura, scherzo poetico, Bologna, Polemica Editrice, 1904;
- Problemi umani, saggio, Teramo, Casa Editrice Del Lauro, 1913;
- Echi di guerra, liriche, Firenze, A. Meozzi, 1917;[13]
- L'ubbia, commedia in 4 atti, Milano, Casa Editrice "Quaderni di poesia", 1917;
- La pena, commedia in tre atti, Milano, Casa Editrice "Quaderni di poesia", 1917;
- La nostra guerra, Campobasso, Casa Editrice Colitti, 1918;[14]
- Alla ricerca della poesia, in Critica, Roma, I Diritti Della Scuola Ed., 1920;
- Interrogazioni, in L'Ora Nuova, Taranto, 1923;
- Fili di Romanzo. Anime e Maschere, Piacenza, Società Tipografica Editoriale Porta, 1923;
- Femminismo e Femminilità, in La Parola, Rassegna mensile di Conferenze e Prolusioni, Torino, Casa Editrice Utet, 1925;
- Vari brani, in  Racconti, Firenze, All'insegna del Libro, 1931;[15]
- Ombre e penombre del teatro di prosa, spunti critico-polemici di ieri e d'oggi, Milano-Como, Casa Ed. Quaderni di poesia, 1932;[16]
- Le pose, in Psicologia Sociale Vol. 2, Reggio Calabria, 1933;
- Il Teatro e la Vita, conferenza all’Accademia Forense di Roma, in Psicologia Sociale Vol. 2, Reggio Calabria, 1933;[17]
- Quello che non vediamo, romanzo, Milano, La Prora, 1935[18]
- La nostra guerra, in Psicologia Sociale Vol. 2, Genova, 1936;
- Parole semplici, poesie, Roma, Tempo Nostro, 1937;
- Il valore della poesia nella vita, in Psicologia Sociale Vol. 2, Reggio Calabria, 1933;
- Riepilogando, spunti di critica, Modena, Guanda, 1940;
- Malinconie teatrali, in Riepilogando, Modena, Guanda, 1940.

## Onorificenze
Commendatore del Regno d’Italia